# Ingersoll Rand
Ingersoll Rand est un conglomérat basé à Dublin en Irlande. Ses spécialisations sont notamment le chauffage, la ventilation (CVC) et les outils pneumatiques et hydrauliques.

## Histoire

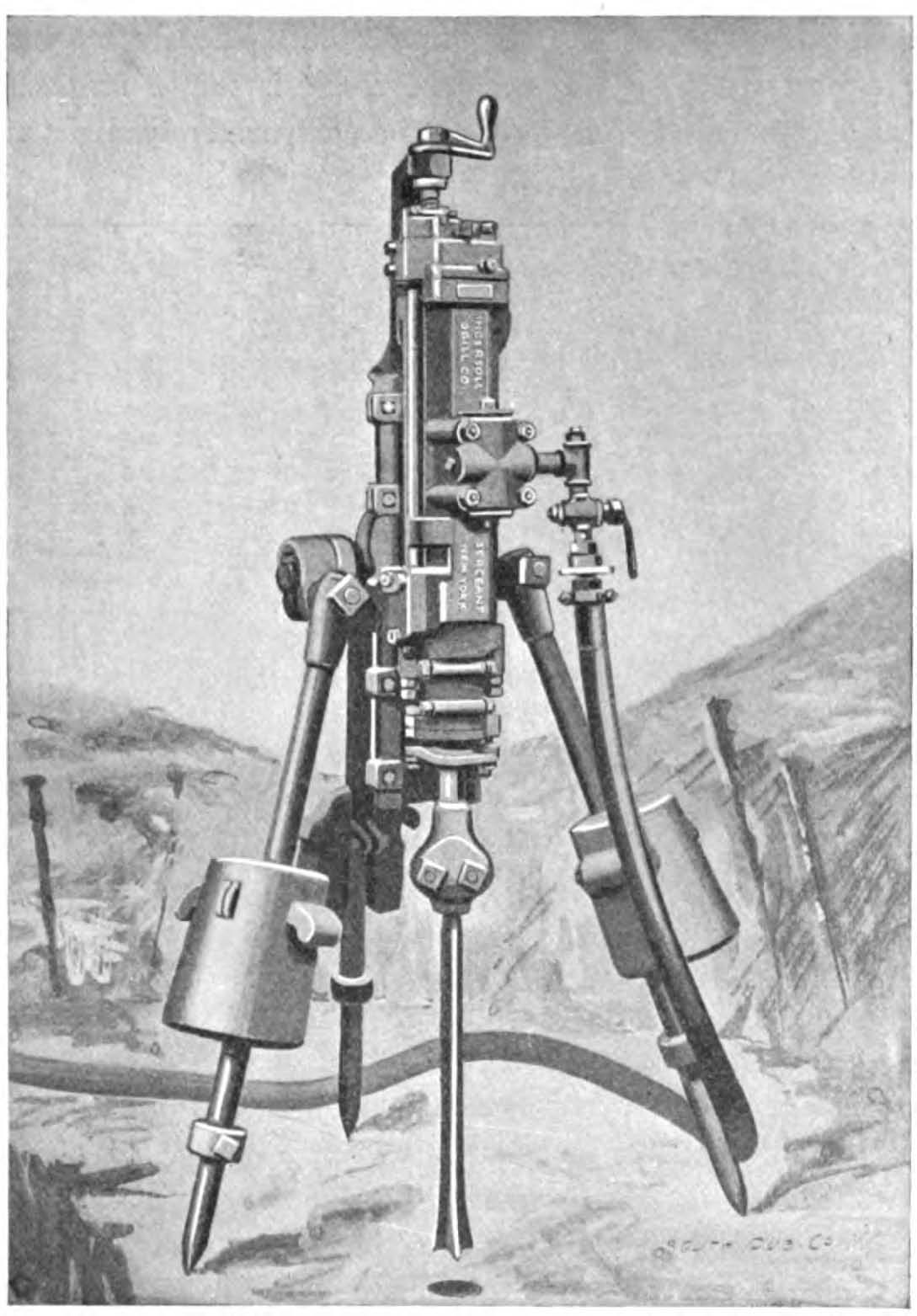
Trépan à vapeur Ingersoll-Sergeant (fin des années 1880).

En 1871, l'Américain Simon Ingersoll (1818–1894) invente un mouton à percussion à vapeur. Pour exploiter cette machine, il fonde à New York la société Ingersoll Rock Drill Co, qui absorbe en 1888 Sergeant Drill et forme Ingersoll Sergeant Drill Company. Dès 1871, les frères Addison Rand (1841–1900) et Jasper Rand, Jr. (1837–1909) avaient fondé la Rand Drill Company, active dans le secteur des carrières et des mines, dont la principale usine se trouvait à Tarrytown (New York). C'est grâce aux trépans de Rand que les hauts-fonds du bras de mer de Hell Gate à New York avaient été arasés ; ils étaient utilisés depuis pour la construction des égouts de New York City et de Washington, D.C., ainsi que pour le percement des tunnels de Haverstraw, de West Point (New York) et de Weehawken (New Jersey). En 1905, Ingersoll-Sergeant Drill Company fut absorbée par Rand Drill Company et devint « Ingersoll Rand ».
En 1910, Ingersoll Rand mit sur le marché une foreuse à compresseur électromécanique dont la fréquence était contrôlée par le débit d'air. Parallèlement au marché des engins de battage et des trépans de forage, la compagnie  développait toute une technologie de machines à air comprimé, censée rivaliser avec les machines oléo-hydrauliques. C'est ainsi qu'elle commercialisa avant 1914 le premier compresseur d'air monté sur roues, entraîné par un moteur stationnaire refroidi à l'eau. Ce fut un énorme succès commercial, qui trouva de multiples utilisations pour la production industrielle de guerre et le battage de pieux entre 1914 et 1918. Au long des années 1920, Ingersoll Rand améliora encore les suspensions de cet engin, décliné en quatre modèles (types 12, 14, 20, ainsi qu'un mouton à air comprimé). Et malgré la crise de 1929, le compresseur alternatif Type 30, par sa compacité (il se présentait comme une petite remorque à deux roues) et son rendement élevé, connut un gros succès dans les travaux publics, et permit à Ingersoll de survivre au marasme économique qui frappait les États-Unis.

### Années 2000
Ingersoll Rand a transféré son siège social en 2002 dans les Bermudes, avant de le transférer par la suite en Irlande en 2009.
En février 2007, Ingersoll Rand vend sa division de matériel routier à Volvo pour 1,2 milliard de dollars.
En juillet 2007, Ingersoll Rand revend Bobcat à Doosan, après l'avoir acquis en 1996. 
En décembre 2007, Ingersoll Rand acquiert Trane, une entreprise de plus 20 000 salariés, spécialisée dans le chauffage, ventilation et climatisation (CVC).
En décembre 2013, Ingersoll Rand scinde son activité de matériel de sécurité, dans une nouvelle entreprise appelée Allegion.
En août 2014, Ingersoll Rand acquiert les activités de centrifugeuses de Cameron International pour 850 millions de dollars.
En décembre 2015, Panasonic annonce son souhait d'acquérir Hussmann, une entreprise américaine spécialisée dans la réfrigération, pour 1,5 milliard de dollars, entreprise qui est alors possédée à 61 % par le fond Clayton, Dubilier & Rice et à 36,7 % par Ingersoll Rand.
En mai 2019, Ingersoll Rand annonce fusionner sa filiale spécialisée dans le matériel industriel avec Gardner Denver, les actionnaires gardant une participation de 50,1 % dans le nouvel ensemble qui devrait avoir un chiffre d'affaires de 6,6 milliards de dollars.
En avril 2021, Ingersoll Rand est en discussion avec un fonds d'investissement pour vendre ses activités consacrées au golf pour 1,7 milliard de dollars.
En mars 2024, Ingersoll Rand annonce l'acquisition d'ILC Dover, spécialisée dans les combinaisons de protections à milieux stériles, à un fonds d'investissement pour 2,33 milliards de dollars.